# Joseph-Charles-Robert Jeannel
Joseph-Charles-Robert Jeannel, francoski general, * 12. februar 1883, † 18. april 1954.